# 初恋、ざらり
『初恋、ざらり』（はつこい ざらり）は、ざくざくろによる漫画作品。
元々は作者が2021年3月から2022年1月にかけて自身のTwitter上で掲載していたもので、2021年12月22日からはWebコミック誌『コルクスタジオ』（コルク）にて連載が開始され、2022年10月5日まで連載された。LINEマンガでは連載に先駆けて、2021年11月17日から配信が開始された。
軽度の知的障がいと自閉症から男性から体を求められて応じることで、自分の価値を確かめようとしていた強い劣等感を抱える女性が、新しいアルバイト先の先輩男性との出会いをきっかけに、恋に落ち、彼の優しさに触れることで少しずつ心境が変化していく様子を描く。
2022年4月13日には、KADOKAWAより単行本が上・下巻で同時刊行された。
2023年7月期に、テレビ東京系列にてテレビドラマ化された。

## あらすじ
上戸有紗はコンパニオンとして働いているが、軽度知的障害があり、客から体を求められると断れない。
有紗は障害を隠して配送センターに就職。仕事では失敗続きだったが、フォローしてくれる年上の上司・岡村龍二に恋をする。好意を一途にぶつける有紗に岡村もひかれ、二人は同棲をはじめる。
有紗は岡村の両親に紹介される。結婚の話が出ると有紗は嘘をついていることに耐えかね、岡村の母に障害があることを告白。子供に遺伝しないかと言われたことに傷つく。職場では事務の仕事に回されて失敗を重ね、岡村から「前の部署が忙しいから戻って」と嘘で異動されたことに落ち込む。有紗のフォローで疲れきっている岡村に本音を言えないことにストレスをためた有紗はついに感情の糸が切れる。有紗は仕事を辞め母親のアパートに引きこもるが、邪魔者扱いされ、祖母の家に移る。岡村もアパートを引っ越し、二人の関係は自然消滅する。
1年後、スーパーで働く有紗は偶然岡村と再会。岡村から「有紗ちゃんといられるならなんでもするわい」と抱き締められ、二人は結婚する。

## 登場人物
上戸 有紗（うえと ありさ）
25歳。軽度の知的障がいと自閉症を持つ女性。養護学校卒で療育手帳は一番軽度のB2。IQ68。「ぶどう」の源氏名でコンパニオンとして働いている。シングルマザーの母親と二人暮らし。家事は苦手で偏食もある。
客の男性から体の関係を求められると、自分が必要とされることに断れず応じてしまう。また母親の連れ込んだ男に襲われそうになったこともある。普通に働きたいと障害を隠し、「わくわく配送センター」で働きはじめる。自分の失敗をフォローしてくれる岡村にほれ込み、抱き着いて告白してつきあいはじめる。
岡村 龍二（おかむら りゅうじ）
36歳。有紗の新しい就職先である「わくわく配送センター」の先輩社員。有紗を「アイドルみたいに可愛い」と思うが年の差もあり自分の気持ちを抑えていた。有紗から好意をぶつけられ同棲をはじめる。家事が苦手な有紗に代わって家事や身の回りの世話をする。
友ちゃん（ともちゃん）
有紗の支援学校時代の友達。スロプロ。感情のコントロールが苦手で思い通りにならないと暴れだす。
冬美
有紗の母。シングルマザー。若くして有紗を産み、水商売で生計を立てている。娘の目を気にせず何人もの「彼氏」を自宅に連れ込む。有紗が引きこもりになると、扱いかねて自分の母親に預けてしまう。

## 書籍情報
- ざくざくろ『初恋、ざらり』 KADOKAWA、全2巻
  - 上巻 2022年4月13日発売[11]、ISBN 978-4-04-811175-1
  - 下巻 2022年4月13日発売[12]、ISBN 978-4-04-811176-8

## 受賞（漫画）
- このマンガがすごい!2023 オンナ編20位[13]

## テレビドラマ
2023年7月8日（7日深夜）から9月23日（22日深夜）まで、テレビ東京系「ドラマ24」枠で放送された。主演は小野花梨と風間俊介。

### キャスト

#### 主要人物
上戸有紗（うえと ありさ）
演 - 小野花梨（幼少期：有田麗未、小学生時代：西奈美怜）
軽度の知的障がいと自閉症を持つ女性。男性から体の関係を求められるたびに応じ、自分の価値を確かめる。
周囲に知的障がいであることを伏せ働き始めた「楽々運送」で、先輩の龍二の優しさに惹かれ、告白する。
岡村龍二（おかむら りゅうじ）
演 - 風間俊介（幼少期：山田暖絆）
有紗の新しいアルバイト先「楽々運送」の先輩。主任。
有紗から告白され勢いでキスするが、同じ職場で年齢差もあることから葛藤する。
有紗が軽度の知的障がいがあると知ると、真摯に向き合わなければと思いつつも罪悪感を覚える。

#### 上戸家
上戸冬美
演 - 若村麻由美
有紗を1人で育てた母。水商売をしており、彼氏が出来ると自分の部屋に住まわせる。
有紗と交際する岡村に、彼女の人生を見守る覚悟があるのかと問う。
有紗には、岡村と同棲するのなら彼に甘えず「支え合いなさい」と教える。

#### 岡村家
岡村龍彦
演 - 尾美としのり
厳格で厳しい岡村兄弟の父。有紗のことはとても気に入っている。
岡村靖子
演 - 熊谷真実
岡村兄弟の母。家庭内で何か問題がおこると、いつも龍二を頼る。
岡村龍之介
演 - 浜中文一（幼少期：伊藤駿太）
岡村家の長男で、龍二の兄。自由人で職や住所も定まらない。困ったことがあると龍二を頼る。

#### 楽々運送
天野久美
演 - 西山繭子
配車担当の正社員。二人の良き理解者。
湯川祥子
演 - 尾上紫
仕分け担当。シングルマザー。
当初は有紗に厳しかったが、自分のミスを庇う形になった有紗に徐々に理解を示すようになる。
田口麻耶
演 - うらじぬの
仕分け担当。
有紗が落とした療育手帳を見て彼女の障害に気づき、同僚にそのことを話す。
向井香織
演 - 西慶子
仕分け担当。
千葉聡
演 - 福澤重文
配送ドライバー。
有紗に配車業務をするよう薦める。
高部真一郎
演 - 藤田仁平
配送ドライバー。
久保田所長
演 - 渡邊聡

#### その他
植村友子
演 - 高山璃子
有紗の支援学校時代からの友達。愛称友ちゃん。有紗よりも障害が重い。
アイドルになるのが夢で、オーディションに応募したりしている。いつも明るく前向きだが、思う通りにいかないことがあると暴れてしまうことがある。
沢辺博史
演 - 石田佳央
上戸家に出入りする冬美の情夫。冬美の不在時に有紗に乱暴しようとするが、抵抗され未遂に終わる。そして、そのことを知った冬美から家を追い出される。

#### ゲスト

##### 第1話
飲み客
演 - 鳥谷宏之
コンパニオンで呼んだ有紗に欲情し、飲み会の隣室で行為に及ぶ。

##### 第2話
白井
演 - 高橋信康
楽々運送の顧客。龍二から荷物を破損させた謝罪をうける。

##### 第4話
長谷川学
演 - 富田健太郎（第5話・第6話・第10話・第11話）
冬美の新しい交際相手。

##### 第7話
小沼康之
演 - 斉藤陽一郎
友子を写真のモデルとして雇うアマチュアカメラマン。
植村貞之
演 - 芝崎昇
友子の父親。
植村福子
演 - 正木佐和
友子の母親。

##### 第9話
堂島桜子
演 - 福田ユミ
天野に夫との離婚交渉を依頼された「トップロイヤー法律事務所」の弁護士。

##### 第11話
女子高生
演 - 濱松虹心、森山珠那
有紗の想像に登場する友人の女子高生。
面接官
演 - 林田麻里
有紗の想像に登場する就職面接の面接官。
男性
演 - 平山洸大
有紗の想像に登場する有紗の彼氏。
男子小学生
演 - 奥出陽大、松澤旬馬
トイレットペーパーをスカートから垂らしている有紗を笑う。
女子小学生
演 - 近藤明日香
有紗を笑う男子小学生を、有紗がかわいそうだと嗜める。

女性
演 - 七谷明日香
アパートの駐車場に座り込む有紗を見て家出少女ではないかと驚く。

##### 最終話
森田志乃美
演 - 大後寿々花
龍之介の婚約者。
男性店員
演 - 今野大輝（7 MEN 侍 / ジャニーズJr.）
有紗の働くスーパーマーケットの店員。有紗に告白する。

### スタッフ
- 原作 - ざくざくろ『初恋、ざらり』（CORK / KADOKAWA）[7]
- 脚本 - 坪田文、矢島弘一、池田千尋、紡麦しゃち、藤沢桜、上野詩織[26]
- 監督 - 池田千尋、七字幸久、倉橋龍介[7]
- 音楽 - 元倉宏、小山絵里奈[26]
- オープニングテーマ - a子「あたしの全部を愛せない」（londog）[26]
- エンディングテーマ - ヒグチアイ「恋の色」（ポニーキャニオン）[26]
- タイトルロゴ - 黒木香（BayBridgeStudio）
- タイトルバック・VFX - 岩崎マリエ（日テレアックスオン）
- 医療監修 - 杉田秀太郎
- チーフプロデューサー - 祖父江里奈（テレビ東京）[7]
- プロデューサー - 北川俊樹（テレビ東京）、廣瀬雄（東北新社）[7]
- 制作 - テレビ東京、東北新社[7]
- 制作協力 - 楽映舎[7]
- 製作著作 - 「初恋、ざらり」製作委員会[7]

### 放送日程
| 各話   | 放送日  | サブタイトル                        | サブタイトル                                 | ラテ欄                                | 脚本              | 監督     |
| 各話   | 放送日  | 公式サイト                          | U-NEXT                                       | ラテ欄                                | 脚本              | 監督     |
| ------ | ------- | ----------------------------------- | -------------------------------------------- | ------------------------------------- | ----------------- | -------- |
| 第1話  | 7月08日 | 軽度知的障害者の恋                  | 軽度知的障害者の不器用な恋が始まる…!         | 障害を超えて紡ぐ純愛ラブストーリー    | 坪田文            | 池田千尋 |
| 第2話  | 7月15日 | キス…でも、気持ちがわからない。     | キスしたのに… 気持ちが読めない、わからない。 | 動き出す恋… 不器用でも伝わる確かな愛  | 坪田文            | 池田千尋 |
| 第3日  | 7月22日 | 両想い!初めての水族館デート         | 両想い!初めての水族館デート                  | もどかしいすれ違い 切ない水族館デート | 池田千尋          | 池田千尋 |
| 第4話  | 7月29日 | 「言ったら、失う?」 遂に障害を告白? | 言ったら、失う?                              | 障害があるんです… 幸せと予期せぬ告白  | 紡麦しゃち        | 倉橋龍介 |
| 第5話  | 8月05日 | 好きだけじゃダメなのか? 揺れる二人  | 「好きだけじゃダメなのか?」 揺れる2人        | 好きだけじゃダメ? 変わり始める関係性  | 紡麦しゃち 藤沢桜 | 倉橋龍介 |
| 第6話  | 8月12日 | 「怒ってますか…?」伝わらない想い。  | 「怒ってますか…?」伝わらない想い。           |                                       | 坪田文            | 池田千尋 |
| 第7話  | 8月19日 | 私のこと、紹介できますか?           | 私のこと、紹介できますか?                    | 結婚と未来… 親友の危機で知る葛藤とは  | 矢島弘一          | 七字幸久 |
| 第8話  | 8月26日 | たぶん私じゃ、ダメなんです。        | たぶん私じゃ、ダメなんです。                 | 両親に障害伝える? 悪意なき言葉の痛み  | 矢島弘一 池田千尋 | 池田千尋 |
| 第9話  | 9月02日 | 諦めるのはヤメた…仕事も恋も。       | 諦めるのはヤメた…仕事も恋も。                | 諦めるのはヤメた… 好きな人のために…   | 矢島弘一          | 七字幸久 |
| 第10話 | 9月09日 | なんで、噓ついたの?優しい噓を。     | なんで、噓ついたの?優しい噓を。              | 優しい嘘の罪と罰… 突きつけられる現実  | 矢島弘一          | 池田千尋 |
| 第11話 | 9月16日 | 普通の女の子で、普通の恋が…         | 全部自分で壊しちゃった…二人の決断。          | 自分で壊しちゃった 遂に出す最後の決断 | 上野詩織          | 七字幸久 |
| 最終話 | 9月23日 | アナタがいると、ワタシが幸せ。      | アナタがいると、ワタシが幸せ。               | 予期せぬ再会!! 二人の秘めた想いとは?  | 坪田文            | 池田千尋 |

## 受賞（テレビドラマ）
- 第50回 放送文化基金賞「ドラマ部門」優秀賞[30]

| テレビ東京系 ドラマ24               | テレビ東京系 ドラマ24                   | テレビ東京系 ドラマ24                                |
| 前番組                              | 番組名                                  | 次番組                                               |
| ----------------------------------- | --------------------------------------- | ---------------------------------------------------- |
| シガテラ （2023年4月8日 - 6月24日） | 初恋、ざらり （2023年7月8日 - 9月23日） | きのう何食べた? season2 （2023年10月7日 - 12月23日） |